# 민락동 (부산)
민락동(民樂洞)은 부산광역시 수영구의 법정동이다. 면적 1.52km2, 인구 22,162명(2011년 8월)이다. 수영구의 동쪽에 자리잡고 있으며, 서쪽은 광안동, 북쪽은 수영동, 남쪽은 수영만, 동쪽은 수영강을 경계로 해운대구 우동과 접해 있다.

## 역사
- 조선시대 경상도 동래군 용주면(龍珠面) 평민리, 덕민리
- 1895년 6월 23일(음력 윤5월 1일) 동래부 동래군 용주면[1]
- 1896년 8월 4일 경상남도 동래군 용주면[2]
- 1906년 경상남도 동래부 용주면
- 1910년 10월 1일 경상남도 부산부(釜山府) 용주면[3]
- 1914년 4월 1일 경상남도 동래군 남면 민락리[4]
- 1942년 10월 1일 경상남도 부산부 수영출장소 민락동[5]
- 1949년 8월 15일 경상남도 부산시(釜山市) 수영출장소[6]
- 1957년 1월 1일 경상남도 부산시 동래구 수영출장소 민락동[7]
- 1975년 10월 1일 부산직할시 남구 민락동[8]
- 1977년 3월 2일 현 동주민센터 신축 이전
- 1995년 1월 1일 부산광역시(釜山廣域市) 남구[9]
- 1995년 3월 1일 부산광역시 수영구 민락동[10]

## 교통
- 부산 도시철도 2호선: 수영역, 민락역
- 부산 도시철도 3호선: 수영역

## 주요 시설

### 방송국
- 부산문화방송